# Friedrich Chrysander

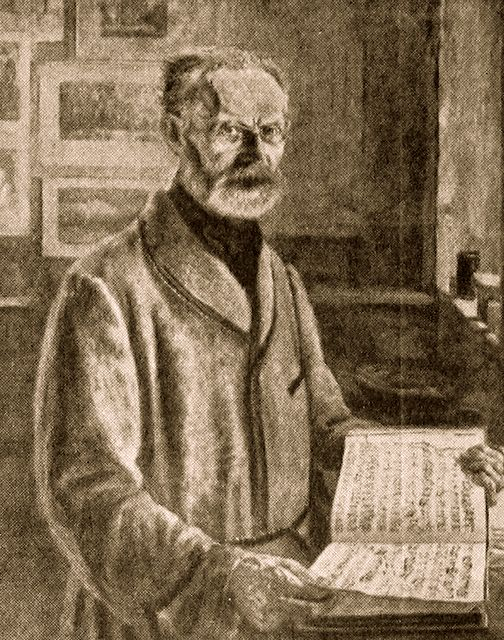
Friedrich Chrysander

Friedrich Chrysander (Lübtheen, 8 juli 1826 – 3 september 1901) was een Duits musicoloog die zijn leven wijdde aan het opstellen van de catalogus van werken van Georg Friedrich Händel.
In 1855 promoveerde hij aan de Universiteit van Rostock op zijn boek Über die Molltonart in der Volksgesängen (1853). Rond die tijd begon hij aan zijn groots opgezette, maar onvoltooide boek over Händel, waarvan tussen 1858 een 1867 drie delen verschenen. Samen met Gervinus stichtte hij in 1856 de Händel-Gesellschaft. Hij was tevens redacteur van de Allgemeine Musikalische Zeitung, het Jahrbuch für Musikalische Wissenschaft en het Vierteljahrsschrift für Musikwissenschaft.
Het was Chrysander die in 1863 ervoor pleitte de musicologie te behandelen als een volwaardige wetenschap op het niveau van andere wetenschappelijke disciplines.